# Suicidal Tendencies
I Suicidal Tendencies sono un gruppo musicale heavy metal statunitense, formatosi nel 1982 a Venice (California). L'unico componente stabile del gruppo è il cantante Mike Muir, che scrive inoltre la maggior parte dei testi.

## Storia del gruppo

### Gli inizi

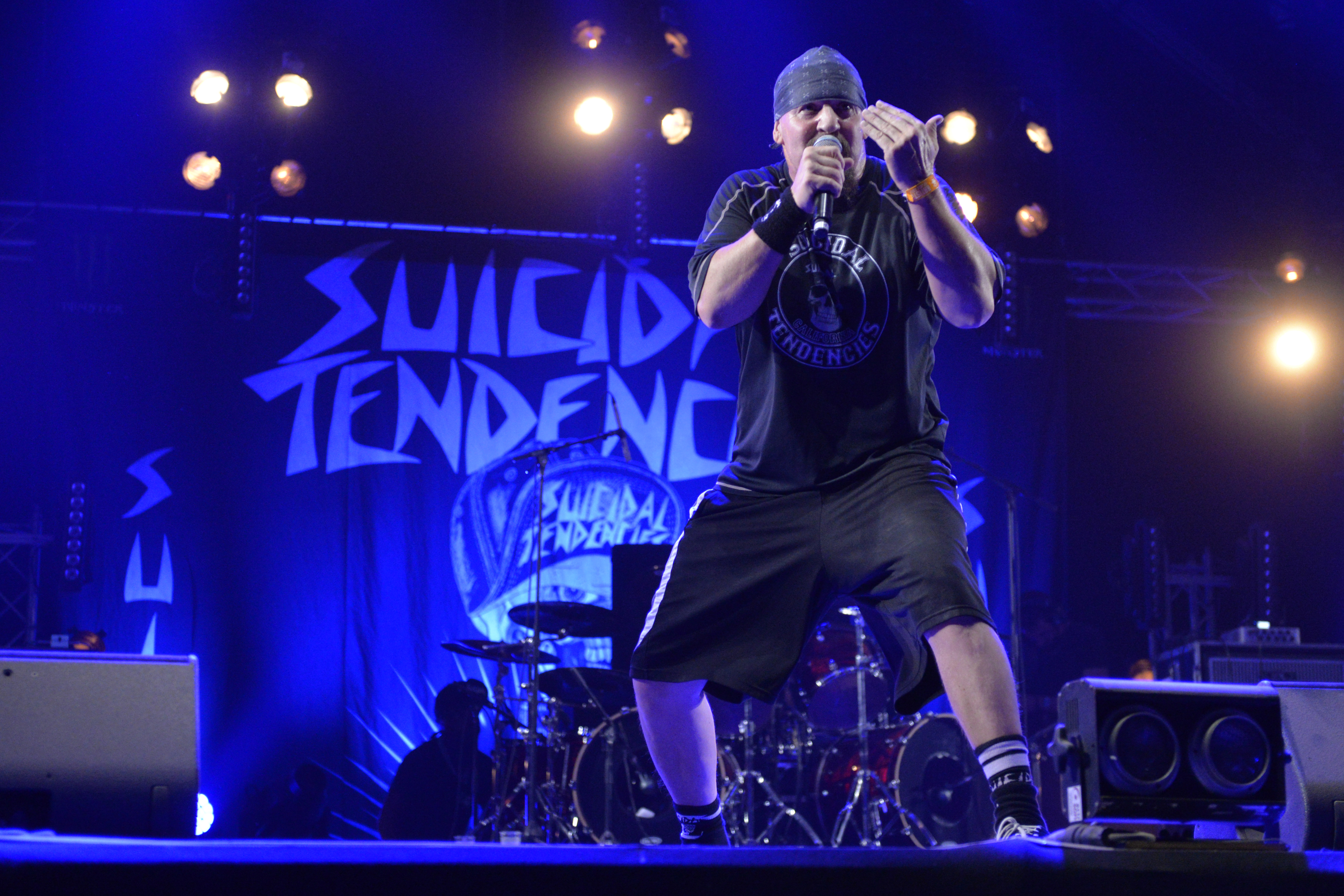
Mike Muir all'Hellfest 2017

La loro prima formazione aveva Mike Muir al microfono, i fratelli Mike Dunnigan (chitarra) e Sean Dunnigan (batteria) ed Andrew Evans al basso. Muir, all'epoca studente al Santa Monica College, in origine formò i Suicidal Tendencies come una "party band" per divertimento, ma con l'aumento della loro notorietà cominciò a dedicarvisi a tempo pieno. Evans non rimase a lungo nel gruppo, e fu presto sostituito da Louiche Mayorga.
I Suicidal Tendencies hanno avuto inizi duri, tanto che nel 1982 la rivista Flipside li bollò come "il peggior gruppo musicale esistente". Si diceva che alcuni di loro fossero legati a gang locali (specie Crips e Surenos, con la stessa bandana blu di Muir e l'uso costante del numero 13 come prima evidenza), e che ai concerti della band vi fossero episodi di violenza (ad una delle prime esibizioni, un'adolescente fu forse uccisa). Anche il nome del gruppo fu fonte di controversie, anche se Muir ha detto a più riprese che lui e i suoi compagni non perdonano alcun suicidio. Inoltre, che secondo alcuni provengano da un sobborgo di Los Angeles e non da Venice Beach come comunemente riportato, e che Mike Muir sia cresciuto al college, sono due questioni ampiamente ignorate. In poco tempo acquistarono un folto seguito e cominciarono ad esibirsi in concerti più importanti.
Nello stesso anno della loro formazione registrarono un demo e collaborarono alla raccolta Slamulation, per la Mystic Records. La canzone incisa era I Saw Your Mommy, poi inserita nel loro debutto omonimo. I fratelli Dunnigan se ne andarono subito dopo queste registrazioni e uno di loro, Mike, si unì a Tony Alva per la band The Skoundrelz. Al loro posto arrivarono Mike Ball alla chitarra ed Amery Smith alla batteria. Ball se ne andò dopo qualche tempo per aggregarsi agli Skoundrelz e lo sostituì Grant Estes.
Le loro controversie attirarono varie etichette discografiche e nel 1983, per la Frontier Records, pubblicarono Suicidal Tendencies. Steve Huey lo ritenne un album «veloce, furioso e divertente... Mike Muir si dimostra un compositore con buona tecnica, in grado di misurarsi con intelligenza ed irriverenza con tematiche tra cui alienazione, depressione e perfino con una politica non conformista». Uno dei suoi pezzi era Institutionalized, il cui video fu uno dei primi in campo hardcore punk ad avere successo su MTV; il clip li rese famosi a molti altri fan. La canzone fa parte anche dell'OST di Repo Man - Il recuperatore.

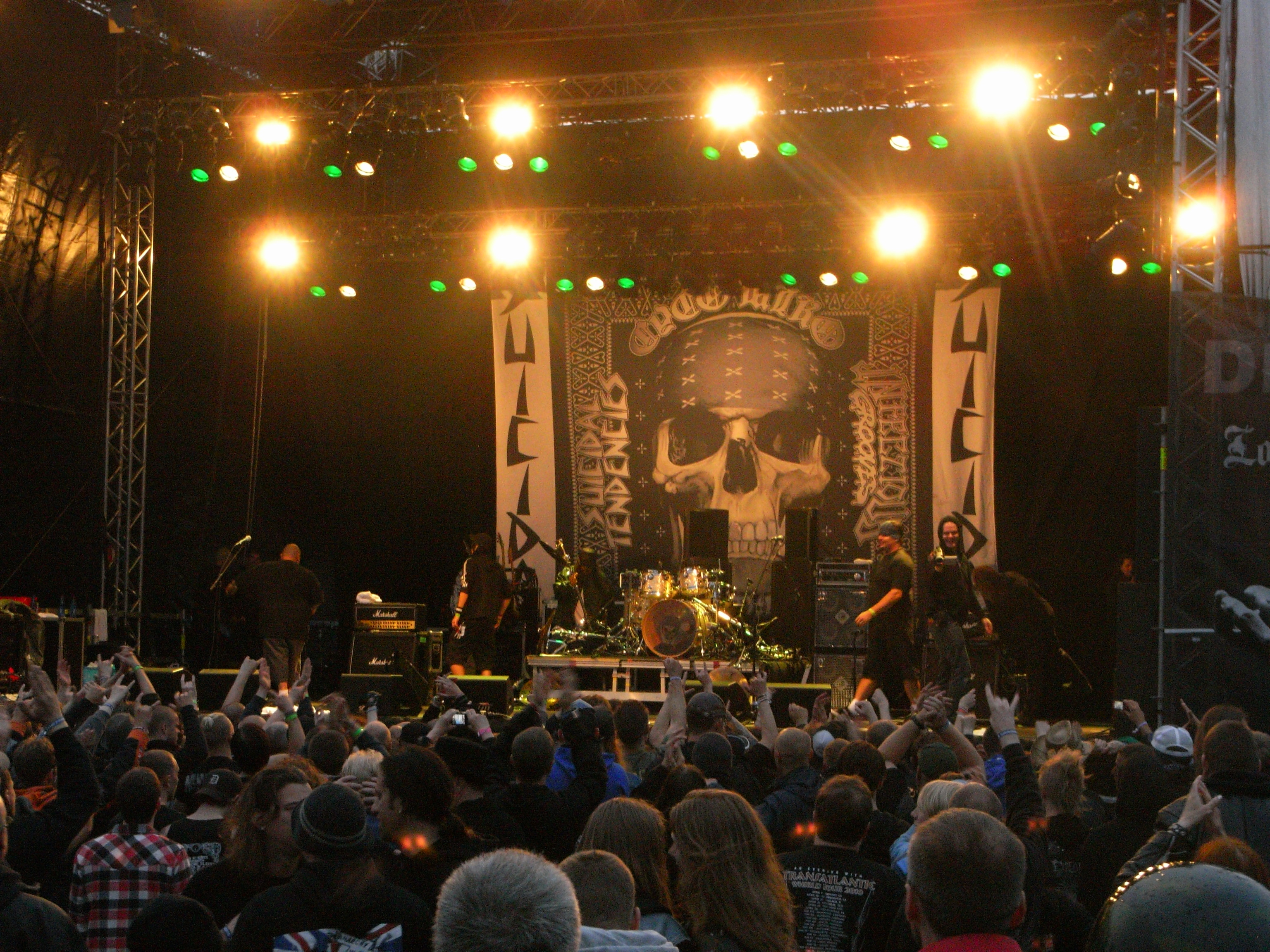
I Suicidal Tendencies in concerto nel 2010

Le voci sulle loro losche amicizie gli procurarono non pochi problemi. All'epoca gli fu proibito di esibirsi dal vivo a Los Angeles, fino al 1991. Muir fu anche condannato agli arresti domiciliari dai servizi segreti degli Stati Uniti, che lo indussero a cambiare il titolo del brano I Shot Reagan in I Shot the Devil. Per quattro anni gli fu perfino interdetto di incidere altri dischi. Per questo molti fan pensarono che si fossero sciolti.
Dopo il loro primo album, Estes lasciò la band e fu sostituito da Jon Nelson, ex manager dei Neighborhood Watch. Nelson suonò con loro a molti concerti, ma senza aiutarli a registrare dischi. Lui e Smith se ne andarono nel 1984 e formarono il complesso The Brood; al loro posto giunsero il chitarrista Rocky George e il batterista R. J. Herrera, due musicisti metal di Venice. La nuova formazione lavorò alla raccolta Welcome to Venice, per la Suicidal Records di Muir. Nel 1986 firmarono per la Caroline Records.

### Primi successi

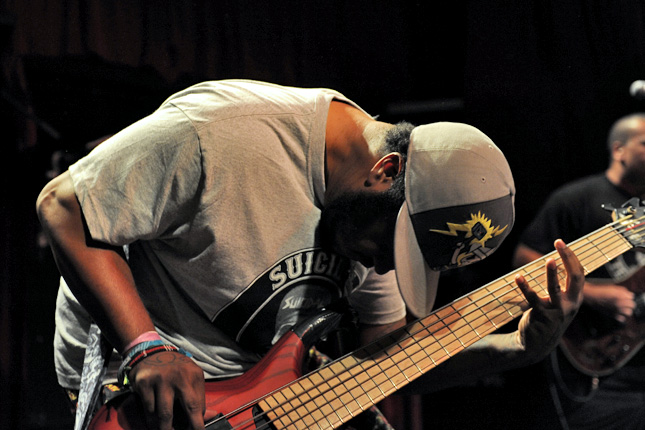
Thundercat con i Suicidal Tendencies nel 2011

Muir, Mayorga, George ed Herrera registrarono, nel 1987, Join the Army. L'album ricevette critiche contrastanti dai fan di vecchia data, per sonorità più metal (elemento giunto per mano di Rocky George), mentre si aspettavano vecchie sonorità punk. Da Join the Army provennero comunque brani importanti come War Inside My Head e Possessed To Skate (nel cui video, che doveva essere preludio ad un loro film mai realizzato, apparve Timothy Leary).
In seguito i Suicidal affrontarono alcuni cambiamenti di stile. Le influenze metal di Rocky George (che si riflettono anche sul suo songwriting, richiamante a tratti i Motörhead) furono elemento d'interesse per Muir, che sostituì Keven Guercio al microfono dei No Mercy, gruppo speed metal locale. Muir volle il loro chitarrista Mike Clark alle corde ritmiche dei Suicidal. Clark contribuì a molte loro composizioni, che da allora si orientarono verso il thrash. Poi licenziò Mayorga, che aveva tentato invano di mantenere le vecchie sonorità punk, e al suo posto arrivò in breve Ric Clayton dei No Mercy. Di questi ultimi divenne bassista Bob Heathcote. Presto dei Suicidal si interessò Mark Dodson, noto produttore degli Anthrax, e il gruppo firmò per la Epic Records. I cambi di stile e il passaggio in area major deluse i loro vecchi fan, ma i Suicidal iniziarono a raccogliere consensi in ambito heavy metal.
Per la Epic incisero How Will I Laugh Tomorrow When I Can't Even Smile Today, pubblicato nel 1988. L'album fu quasi del tutto privo di sonorità punk ed hardcore e si orientò invece al thrash metal, con canzoni più complesse ed una maggiore rilievo dato alla sezione strumenti. Tuttavia si trattò di un disco più melodico rispetto al resto del thrash metal, anche perché il vecchio punk degli esordi non accennava a scomparire. Trip at the Brain e la title track uscirono come singoli e furono accompagnati da video di successo, che aiutarono il gruppo ad espandere il proprio seguito. Nello stesso anno furono ringraziati dal musicista country Hank Williams Jr., ai CMA Awards. Il figlio di Hank Williams III sembrò apprezzare la loro musica.
Con l'aumento di popolarità e successo mediatico, nel 1989 i Suicidal pubblicarono una raccolta di due EP, Controlled By Hatred/Feel Like Shit...Déjà Vu. Affiancati da Robert Trujillo (futuro bassista dei Metallica, allora chiamato Stymee), l'album conteneva due versioni differenti di How Will I Laugh Tomorrow When I Can't Even Smile Today: quella del video (tagliata per la trasmissione tv e radiofonica) e quella originale. Le altre canzoni provenivano da vecchi EP, a parte Just Another Love Song e Feel Like Shit...Deja Vu, e vi erano anche covers di No Mercy e Los Cycos. Uno dei suoi singoli è Waking The Dead, della durata di 7 minuti e vicina al progressive.
Controlled By Hatred/Feel Like Shit...Déjà Vu fu infine premiato come disco d'oro. Fu il primo album della band ad ottenere tale riconoscimento, ma alla band sarebbe andata molto meglio nel decennio successivo.

### La svolta funk metal e la seconda pausa
Nel 1990 i Suicidal Tendencies pubblicarono Lights Camera Revolution, primo loro lavoro a renderli famosi in area mainstream. È anche considerato il loro lavoro più riuscito. Vi lavorarono gli stessi di Controlled By Hatred/Feel Like Shit...Déjà Vu (con Trujillo che si era ripreso il nome di battesimo), e le loro sonorità continuarono ad ampliarsi. Le tracce erano molto più complesse che in precedenza, e sfociavano a volte nel progressive metal ed altre nel funk (in quest'ultimo caso, grazie al nuovo bassista).
Molto fortunato commercialmente, il disco conteneva il singolo You Can't Bring Me Down, ispirato dal thrash. Il pezzo ebbe molto successo nelle stazioni radio riservate al rock e sul programma televisivo Headbanger's Ball, e sfidò il comitato genitoriale PMRC. Vi erano anche Send Me Your Money, di matrice funk metal e criticato dalle comunità religiose, e la melodica Alone. Tutti e tre i singoli ebbero buon seguito, ed aiutarono Lights Camera Revolution a ricevere il disco d'oro. Da allora i Suicidal furono tra i più stimati in ambiente thrash metal, mentre i fan più legati all'hardcore punk li criticarono come "venduti". Oggi Lights Camera Revolution è ampiamente annoverato tra i classici del thrash. Nel 1991 sostennero anche un tour con i Queensrÿche, ritornando a suonare dal vivo a Los Angeles, ed apparvero anche al Clash of the Titans, continuando il loro successo.  Accompagnarono anche i Pantera nel loro primo tour statunitense, e lo stesso anno uscì l'home video Lights...Camera...Suicidal!.
Ispirato da Trujillo, anche Muir cominciò all'epoca ad appassionarsi al funk metal. Così I due fondarono insieme un progetto collaterale, gli Infectious Grooves, che musicalmente andava sulla scia di Red Hot Chili Peppers e Primus. Ai due si unirono anche il batterista Stephen Perkins (Jane's Addiction) e il chitarrista Adam Siegel (Excel). Gli Infectious pubblicarono nel 1991 The Plague That Makes Your Booty Move...It's the Infectious Grooves. Così il pubblico dei Suicidal Tendencies si estese ulteriormente, e comprese anche fan dell'alternative rock.
In quello stesso anno, Herrera se ne andò per divergenze personali con la band, che nel 1992 realizzò The Art of Rebellion insieme al batterista Josh Freese. L'album presentava molte differenze rispetto ai loro primi lavori, e in particolare fu più melodico ed orecchiabile. L'ispirazione thrash si ridusse, a favore di un alternative metal meno convenzionale e molto contaminato da funk e progressive rock; non mancavano però partiture di chitarra più tradizionali. Nonostante la svolta sonora, la risposta di fan e critici fu molto lusinghiera e ha reso Art of Rebellion il loro disco di maggiore successo commerciale.
Il primo singolo estratto, Asleep at the Wheel, andò abbastanza bene e fu poi seguito da hits più fortunate. La ballata metal Nobody Hears e soprattutto I'll Hate You Better, ottennero posizioni di spicco nelle classifiche rock. L'album debuttò al numero 52 di Billboard (migliori risultati dei Suicidal) e fu premiato negli USA come disco d'oro. Poi iniziarono i loro primi grandi concerti; tali performance dal vivo furono molto stimate. Alla fine dell'anno i Suicidal Tendencies trovarono un sostituto definitivo per Herrera, Jimmy DeGrasso (White Lion, Y&T).
All'apice della loro popolarità, nel 1993 pubblicarono Still Cyco After All These Years. Il disco consisteva in un rifacimento del loro esordio, con tre brani extra (due canzoni da Join the Army in versione aggiornata, e la b-side del singolo You Can't Bring Me Down). Da esso uscirono come singoli Institutionalized e I Saw Your Mommy, entrambe di successo. Inoltre uscì un altro album degli Infectious Grooves, Sarsippius' Ark.
Tuttavia, disturbati da fama e successo di vendite ed avendo perso importanza nell'underground, un anno dopo continuarono a svoltare con Suicidal for Life. Nelle intenzioni del gruppo doveva essere il loro disco meno accessibile: infatti quattro canzoni consecutive avevano nei titoli la parola "fuck", e le sonorità tornarono ad essere più aggressive. Suicidal for Life fu dai critici ritenuto un lavoro deludente, e per molti di loro Muir aveva ridotto le proprie capacità liriche. I fans invece accolsero un po' meglio l'album, benché senza opinioni contrastanti.
Suicidal for Life ebbe vendite più basse rispetto agli altri album dei Suicidal Tendencies. L'unico singolo estratto, Love Vs. Loneliness, fu accompagnato da un video che irritò buona parte del pubblico e ne danneggiò la promozione radiofonica.
Terminato il contratto con la Epic, i Suicidal Tendencies declinarono, e dopo un tour nel 1995 rientrarono in pausa. Muir e Trujillo continuarono intanto a lavorare con gli Infectious Grooves, pubblicando in quell'anno Groove Family Cyco. Alla fine proseguirono anche senza il loro progetto collaterale: Trujillo divenne il bassista di Ozzy Osbourne's band (e poi dei Metallica) e Muir si esibì come "Cyco Miko", con l'uscita di Lost My Brain! (Once Again). Rocky George formò i Samsara e suonò nei 40 Cycle Hum e nei Cro-Mags, per poi aggregarsi definitivamente ai Fishbone. Mike Clark si aggregò ai Creeper, mentre Jimmy DeGrasso continuò la carriera nei MD.45, progetto collaterale di Dave Mustaine, per poi sostituire Nick Menza nei Megadeth.

### Ultimi anni novanta - primi anni 2000

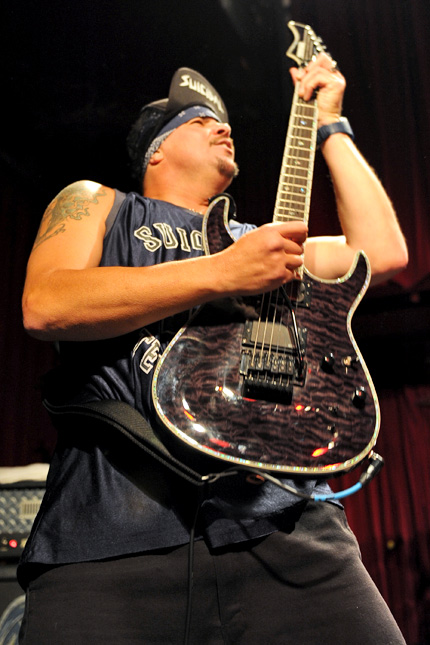
Mike Clarke con i Suicidal Tendencies nel 2011

Apparentemente contro le loro volontà, nel 1997 uscì la raccolta di successi Prime Cuts, e nello stesso anno si riunirono. Tuttavia Rocky George, Robert Trujillo e Jimmy DeGrasso non ritornarono nel gruppo, perché impegnati con gli altri loro progetti. Per sostituirli, Muir e Clark chiamarono alla chitarra solista Dean Pleasants (Infectious Grooves), il nuovo bassista Josh Paul e il nuovo batterista Brooks Wackerman (Bad4Good, Infectious Grooves).
Nel 1998 uscì l'EP Six the Hard Way. Pubblicato per la Suicidal Records, segnò il ritorno della band a sonorità hardcore punk e skate punk style (con canzoni di Muir). Ciò, insieme all'assenza di George e Trujillo, non fu apprezzato dai fan di provenienza metal, mentre quelli punk accolsero caldamente il disco.
Simile formula fu seguita da Freedumb, pubblicato un anno dopo. Malgrado le polemiche da parte dei critici, il disco fu considerato dai fan come l'album del loro ritorno, con la title-track e We Are a Family di buon successo (ma non uscirono mai come singoli).
Nel 2000 i Suicidal Tendencies registrarono Free Your Soul and Save My Mind. Diversamente dal suo predecessore, più diretto a suoni punk ed hardcore, questo album li vide di nuovo alle prese con le sonorità sperimentate nei primi anni novanta. Canzoni punk si alternavano ad altre thrash, e furono ritenute le più funky del gruppo. Sia fan che critici lo stimarono, ed altrettanto acclamato fu il singolo Pop Songs.
In seguito rientrarono in pausa, e Muir pubblicò nel 2001 il suo secondo album solista, Schizophrenic Born Again Problem Child sotto il nome Cyco Miko. Nel frattempo gli Infectious Grooves, guidati da Muir, registrarono Mas Borracho (2000).

### Il ritorno, anni 2010
Paul e Wackerman hanno lasciato i Suicidal Tendencies durante il loro silenzio, e al loro posto arrivarono i fratelli Bruner (Ron alla batteria e Steve al basso). Nel 2004 cominciarono a circolare le notizie sull'uscita di un nuovo album, fatto finora mai confermato. La band stessa ha annunciato la sua pubblicazione nel 2007. Il gruppo è effettivamente tornato in piena attività nel 2010, con la pubblicazione di nuovi album e il ritorno anche dal vivo sui palchi internazionali.

## Formazione

### Attuale
- Mike Muir - voce (1980-presente)
- Dean Pleasants - chitarra solista (1997-presente)
- Ben Weinman - chitarra ritmica (2018-presente)
- Tye Trujillo - basso (2021-presente)
- Jay Weinberg - batteria (2024-presente)

### Ex componenti

#### Chitarristi
- Mike Dunnigan - (1980-1981)
- Mike Ball - (1980-1982)
- Rick Battson - (1982-1983)
- Grant Estes - (1983-1983)
- Jon Nelson - (1983-1984)
- Rocky George - (1984-1995)
- Mike Clark - (1987-1995/2012)
- Nico Santora - (2012-2016)
- Jeff Pogan - (2016-2018)

#### Bassisti
- Andrew Evans - (1981-1981)
- Louiche Mayorga - (1981-1987)
- Ric Clayton - (1988-1988)
- Bob Heathcote - (1987-1989)
- Robert Trujillo - (1989-1995)
- Josh Paul - (1996-2001)
- Steve 'Thundercat' Bruner - (2002-2011)
- Tim 'Rawbiz' Williams - (2011-2014)
- Michael Morgan - (2014-2016)
- Ra Dìaz - (2016-2021)

#### Batteristi
- Carlos Egert - (1980-1981)
- Sean Dunnigan - (1981-1982)
- Amery Smith - (1982-1984)
- R.J. Herrera - (1984-1991)
- Josh Freese - (1992-1992)
- Jimmy DeGrasso - (1992-1995)
- Brooks Wackerman - (1997-2001)
- Greg Saenz - (2001-2001)
- Ron Brunner, Jr. - (2001-2004)
- Dave Hidalgo - (2005-2007)
- Eric Moore - (2007-2014, 2014-2016)
- Thomas Pridgen - (2014)
- Dave Lombardo - (2016-2021)
- Brandon Pertzborn - (2021-2023)
- Greyson Nekrutman - (2023-2024)

## Discografia

### Album in studio
- 1983 – Suicidal Tendencies
- 1987 – Join the Army
- 1988 – How Will I Laugh Tomorrow When I Can't Even Smile Today
- 1990 – Lights Camera Revolution
- 1992 – The Art of Rebellion
- 1994 – Suicidal for Life
- 1999 – Freedumb
- 2000 – Free Your Soul and Save My Mind
- 2013 – 13
- 2016 – World Gone Mad

### Album in studio (ri-registrazioni)
- 1993 – Still Cyco After All These Years
- 2010 – No Mercy Fool!/The Suicidal Family
- 2018 – Still Cyco Punks After All These Years

### EP
- 1989 – Controlled by Hatred/Feel Like Shit...Déjà Vu
- 1998 – Six the Hard Way

### Raccolte
- 1992 – F.N.G.
- 1997 – Prime Cuts
- 1997 – Friends & Family, Vol. 1
- 2001 – Friends & Family, Vol. 2
- 2010 – Playlist: The Very Best of Suicidal Tendencies

### Singoli
- 1987 – Possessed to Skate
- 1988 – Institutionalized
- 1988 – Trip at the Brain
- 1988 – How Will I Laugh Tomorrow
- 1989 – Waking the Dead
- 1989 – How Will I Laugh Tomorrow (Heavy Emotion Version)
- 1990 – You Can't Bring Me Down
- 1990 – Send Me Your Money
- 1991 – Alone
- 1992 – Nobody Hears
- 1992 – Asleep at the Wheel
- 1993 – I'll Hate You Better
- 1994 – Love Vs. Loneliness

### Apparizioni in raccolte
- 1985 – Welcome to Venice
- 1993 – Faster & Louder: Hardcore Punk, Vol. 1
- 1996 – Skaters Have More Fun, Vol. 1
- 1999 – A Compilation of Warped Music II

## Videografia

### Album video
- 1991 – Lights...Camera...Suicidal!

### Video musicali
- 1984 – Institutionalized
- 1987 – Possessed to Skate
- 1988 – Trip at the Brain
- 1988 – How I Will Laugh Tomorrow
- 1989 – Waking The Dead
- 1990 – You Can't Bring Me Down
- 1991 – Alone
- 1992 – I Wasn't Meant to Feel This/Asleep at the Wheel
- 1994 – Love vs Loneliness
- 2000 – Pop Songs